# Vogel der Nacht (Stephan-Remmler-Lied)
Vogel der Nacht ist ein Lied des deutschen Sängers, Komponisten und Musikproduzenten Stephan Remmler aus dem Jahr 1986.

## Aufnahme
Der Song wurde in verschiedenen Studios eingespielt. Die markante Percussion des brasilianischen Perkussionisten Armando Marçal entstand in den PolyGram Studios in Rio de Janeiro, während Remmler seine Instrumente und seinen Gesang im Can-Studio in Weilerswist aufnahm. Die Schwestern Inga und Annette Humpe steuerten ihren Gesang in den Audio-Studios in Berlin bei. Die Keyboards von Kristian Kolonovitz wurden in den Vienna Studios in Wien aufgenommen.

## Hintergrund

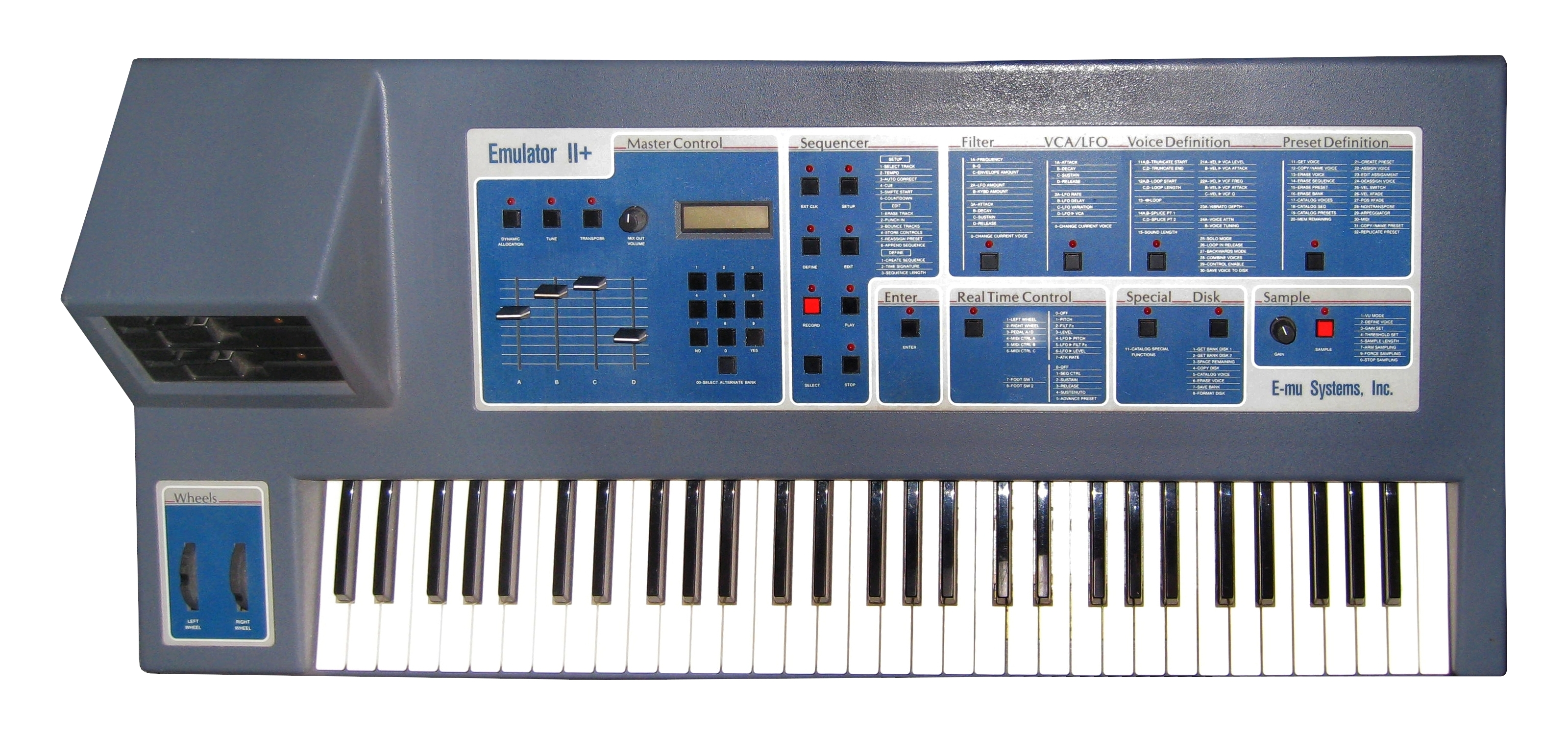
Der Sampler E-mu Emulator II erzeugte den Ton des fremdländisch klingenden Blasinstruments im Lied Vogel der Nacht.

Mehrfach ist im Lied ein fremdländisches Blasinstrument zu hören – hierbei handelt es sich allerdings um einen elektronisch erzeugten Sound des Samplers E-mu Emulator II. Auch scheint Remmler das Lied mit einer weiblichen Duettpartnerin darzubieten. Bei der zweiten Stimme, die im gesamten Song zu hören ist, handelt es sich um Remmlers eigene Stimme, die schneller abgespielt wird, um sie höher klingen zu lassen.
Inhaltlich beschreibt das Lied die Sehnsucht eines Mannes nach einer Frau, die ihn verlassen hat. Er bittet, den „Vogel der Nacht“, nach ihr zu suchen und ihr auszurichten, dass er sich nach ihr sehnt.
Vogel der Nacht erschien 1987 als letzte Single, die aus Remmlers erstem Album ausgekoppelt wurde. Ursprünglich war gar nicht beabsichtigt, das Lied als Single zu veröffentlichen – allerdings erhielt er viel positive Resonanz auf das Lied, sodass er sich zu einer Single-Veröffentlichung entschied. In den deutschen Single-Charts erreichte Vogel der Nacht Anfang 1988 Platz 36. Remmler berichtete später, dass das Lied sich zu einem „Stillen Verkäufer“ entwickelt habe. Es gehöre zum Standard-Repertoire jeder Drei-Mann-Kapelle.
Cover-Versionen erschienen unter anderem von DJ Ötzi oder Heino. 2006 interpretierte Remmler das Lied für sein Album 1, 2, 3, 4 … neu. 2017 erschien eine weitere Cover-Version der Schlagersängerin Sarah Jane Scott, die die Schwiegertochter von Stephan Remmler ist und für ihre Version Teile von Remmlers Originalaufnahme nutzte.